# René-Paul Dubuisson
René-Paul Dubuisson, francoski general, * 1879, † 1964.